# SEMTUR
La SEMTUR (acronyme de Sociedad del Estado Municipal para el Transporte Urbano de Rosario) est une ancienne société argentine de transport en commun dans la ville de Rosario. Son siège était situé au 1 576, rue Pte. Roca, dans la ville susmentionnée.

## Histoire
La société a été créée par l'ordonnance no 7.290 en 2002 dans le but de réaliser une gestion publique du transport urbain avec la participation des citoyens. Elle est née de la nécessité de remplacer certaines lignes urbaines, gérées par une société privée dont la concession a dû être révoquée pour cause de non-conformité répétée et de mauvais résultats. Après l'échec d'appels d'offres successifs pour l'attribution des corridors, la municipalité de Rosario a décidé d'assumer l'administration municipale de l'exécution du service afin d'assurer sa fourniture et de satisfaire les besoins de la communauté affectée.
Pendant son activité, elle assurait le service sur les lignes de transport suivantes dans la ville de Rosario : 113, 116, 120, 121, 122, 123, 133, 134, 135, 136, 137, 153, Enlace Noroeste, Enlace Santa Lucía, Enlace Sur, K, Q, Ronda del Centro, Línea de la Costa. Elle se dissout en 2018 pour fusionner avec Empresa Mixta de Transporte de Rosario pour former Movi.

## Accidents
En 2003, la SEMTUR doit indemniser un motocycliste à hauteur de 350 000 pesos qui écrasé par un bus appartenant à l'une des lignes de la société.
En juillet 2015, un bus entre en collision avec un camion-benne et huit passagers sont blessés. En novembre 2016, un passager blessé dénonce SEMTUR pour mauvais traitements. En juin 2018, un bus renverse une femme qui a subi de graves fractures.